# Disa maculomarronina
Disa maculomarronina är en orkidéart som beskrevs av Mcmurtry. Disa maculomarronina ingår i släktet Disa och familjen orkidéer. Inga underarter finns listade i Catalogue of Life.